# Les Deux Gamines (film, 1951)
Pour les articles homonymes, voir Les Deux Gamines.
Pour plus de détails, voir Fiche technique et Distribution.
Les Deux Gamines est un film français réalisé par Maurice de Canonge, sorti en 1951.

## Fiche technique
- Réalisation et scénario : Maurice de Canonge
- Scénario : Louis Bouquet et René Jeanne, d'après une nouvelle de Louis Feuillade
- Photographie : Charlie Bauer
- Montage : Louis Devaivre
- Musique : Maurice Yvain
- Auteur des chansons originales : Max Blot, André Tabet
- Décors : Claude Bouxin
- Son : Jacques Gallois
- Producteur : Georges Bernier
- Société de production : Les Films Artistiques Français
- Pays de production :  France
- Lieu de tournage : Boulogne-Billancourt
- Format : Noir et blanc - 35 mm - 1,37:1 - Mono
- Durée : 93 minutes
- Genre : Comédie
- Date de sortie : 
  - France : 5 avril 1951
- Affiche : Roger Cartier, Fernand François (France)

## Distribution
- Léo Marjane : Lise Fleury, la chanteuse et mère des deux gamines
- Suzy Prim : Mlle Bénazer, la gouvernante tyrannique
- Jean-Jacques Delbo : Pierre Manin, le père des deux gamines
- René Sarvil : Tonin Chambertin
- Denis d'Inès : : M. Bertal, le grand-père
- Jean Toulout : M. Bersange
- Jean Pignol : Le complice Balafré de Marco
- Jany Vallières : Mlle Bersange
- Philippe Mareuil : Philippe Bersange
- Lydia Zaréna : La Princesse Zafiresco
- Renée Thorel : La directrice du pensionnat
- Noël Robert : Le premier terrassier
- Geno Ferny : Le majordome des Bersange
- Marguerite Letombe : Une amie de Marco
- Georgette Anys : Une lavandière
- Marie-France : Gabrielle 'Gaby' Manin
- Josette Arno : Ginette Manin
- Georges Tabet : Marco

Acteurs non crédités
- Dominique Page : Mademoiselle Zafiresco, une élève
- René Havard : Le journaliste du Figaro
- Roger Bontemps : L'inspecteur qui interroge Ginette
- Claude Garbe : Une surveillante
- Émile Ronet : Le photographe
- Nicolas Amato : Le second terrassier
- René Hell : L'inspecteur chez les Bersange
- Marcel Melrac : L'agent de police
- Charlotte Ecard : Une infirmière
- Yvonne Dany : La deuxième lavandière
- Marcel Rouzé : Un barman chez Marco
- Marcelle Rexiane : La voisine de Tonin Chambertin
- Evelyne Salmon : Une élève
- Eliane Salmon : Une élève
- Raymond Soukoff : Un inspecteur
- Pierre Morin : Un inspecteur
- Franck Maurice : Un inspecteur

## Autour du film
- Le film a été en partie tourné à Dreux (Eure-et-Loir) : près du square de la République : la maison à tourelle du peintre amateur René Bellanger (la maison du grand-père), près de la Chapelle royale, la tourelle de la Porte-Chartraine, la gare et le long de la rivière, la Blaise[1].